# 里龍山
參數所指定的目標頁面不存在，建議更正成存在頁面或直接建立下列一個頁面（建立前請先搜尋是否有合適的存在頁面可以取代）：
- 里龍山 (臺東)

里龍山（排灣語： 或 ），清代譯作里良山或里浪山，又作里隆山、里瀧山或鯉龍山:34，是臺灣南部恆春半島的最高峰，海拔1059.4公尺，位於屏東縣獅子鄉竹坑村與牡丹鄉石門村交界，距西北方的楓港約5公里，屬於中央山脈。該山為中新統牡丹層里龍山砂岩的標準地:33，其所蘊藏之中新世里龍山植物群是臺灣已知規模最大的植物化石群，現今山區植被皆為常綠闊葉林。
里龍山為大石盤溪的發源地，與西北方的下里龍山以該溪相隔。山脊北接北里龍山，南連蚊罩山，此山列構成大石盤溪、竹坑溪與四重溪支流大梅溪的分水嶺。里龍山同時也是琅𤩝十八社中快仔社（曾分為上、下快社，今排灣族竹坑部落）的領域:34；據日治時期人類學家宮本延人的採錄，鄰近的頂茄芝萊社（今排灣族石門部落）相信里龍山是亡靈的居所，但生前作惡的人死後無法在此安息:300。

## 攀山
里龍山緊鄰台26線，山勢雄峻，為台灣小百岳與台灣百名山之一，有至少四條登山路線。其中，楓港端（北登山口，主線）與竹坑端（南登山口，竹坑線）的路線由林務局規畫為區域級步道，兩路線會合的鞍部建有休憩涼亭。山頂立有一等三角點與一等衛星控制點，視野極佳，可俯瞰屏東群山、臺灣海峽與太平洋。

## 外部連結
- 中華民國健行登山會 （页面存档备份，存于）
- 自然步道 - 里龍山步道 - 山林悠遊網 （页面存档备份，存于）
- 旅遊資訊 - 自然步道 - 里龍山自然步道